# ナキサワメ

イザナミの病と死によって生まれた神々（『古事記』に基づく）

ナキサワメとは、日本神話に登場する女神。泣沢女神や啼沢女命と呼ばれ、哭沢女命とも呼ばれる。

## 泣沢女神の誕生
国産み・神産みにおいてイザナギ（伊邪那岐）イザナミ（伊邪那美）との間に日本国土を形づくる数多の子を儲ける。その途中、イザナミが火の神であるカグツチ（迦具土神）を産むと陰部に火傷を負って亡くなる。｢愛しい私の妻を、ただ一人の子に代えようとは思いもしなかった｣とイザナギが云って、イザナミの枕元に腹這いになって泣き悲しんだ時、その涙から成り出でた神は、香具山の麓の丘の上、木の下におられる。この神がナキサワメである。

### 泣沢女神と畝尾都多本神社
畝尾都多本神社に泣沢という井戸があり、その井戸が御神体として祀られている。この事から、ナキサワメは大和三山の一つである香具山の麓の畝傍から湧き出る井戸の神様ということになる。井戸の中には、ナキサワメが流した涙があるといわれている。その井戸には、和歌が残っている。
哭沢の 神社に神酒すゑ 祷折れども わご大君は高日知らしぬ
　
(泣沢神社の女神に神酒を捧げて、薨じられた皇子の延命を祈っているのに、皇子はついに天を治めになってしまわれた。)
その左注に、  
「右一首、類聚歌林に曰はく、桧隈女王の泣沢神社を怨むる歌といへり。日本紀を案ふるに云はく、十年丙申(696)の秋七月辛丑の朔の庚戌、後皇子命薨りましぬといへり」
と記されている。
これは、持統天皇十年(696)に、妃であるヒノクマオオキミ(桧隈女王)が再生の神に神酒を捧げタケチノミコ(高市皇子)の延命を祈ったのに、蘇ることなかったという、ナキサワメを恨む和歌である。

## 名前の由来
神名は｢泣くように響き渡る沢｣から来ているという説がある。また、｢ナキ｣は｢泣き｣で、｢サワ｣は沢山泣くという意味がある。｢メ｣とあるので女神である。

## 信仰
江戸期の国学者、本居宣長は『古事記伝』にて「水神」「人命を祈る神」、平田篤胤は「命乞いの神」と称するなど、水の神、延命の神として古代より信仰を集めている。
太古の日本には、巫女が涙を流し死者を弔う儀式が存在し、そのような巫女の事を泣き女という。この儀式は死者を弔うだけではなく魂振りの呪術でもあった。泣き女は神と人間との間を繋ぐ巫女だった。ナキサワメは泣き女の役割が神格化したものとも言われており、出産、延命長寿など生命の再生に関わる信仰を集めている。また、雨は天地の涙とする説があり降雨の神様としても知られている。

## 祀られている神社
- 畝尾都多本神社（奈良県橿原市木之本町） - 通称｢哭沢神社｣　ナキサワメを水神として祀っている。
- 伊豆山神社（秋田県大仙市泉町）[8]
- 大山祇神社（十七神社）（愛媛県今治市大三島町宮浦） - 末社の轟神社に祀られている。
- 元巣神社（埼玉県比企郡吉見町）[9]
- 木本宮（福岡県三潴郡大木町）